# پریوش ستوده
پریوش ستوده (۹ تیر ۱۳۱۶ - ۲۱ آبان ۱۳۸۶) آوازخوان و خواننده ایرانی در سبک موسیقی سنتی بود.
پریوش ستوده از خوانندگان وزارت فرهنگ و هنر بود که از سال ۱۳۳۹ تا سال ۱۳۵۷ به طور مداوم با ارکسترهای مختلف وزارت فرهنگ و هنر همکاری داشت.
او از شاگردان حسین صبا، اولین باغچه بان، نصرالله زرین پنجه، فرامرز پایور و حسین دهلوی در هنرستان ملی موسیقی ایران بوده است.

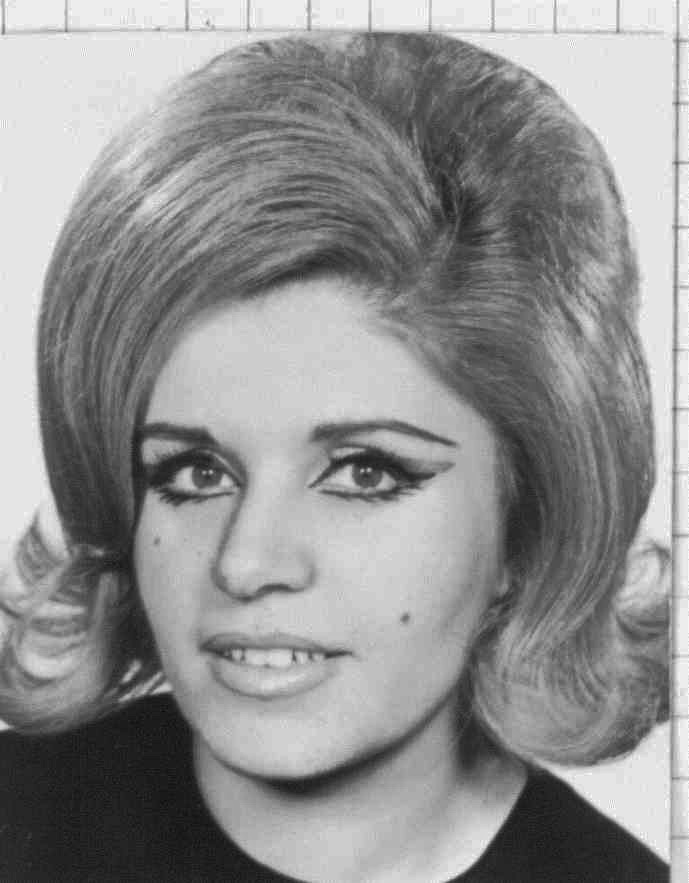
پریوش ستوده

## درگذشت
ستوده دوشنبه ۲۱ آبان ۱۳۸۶ در بیمارستان شریعتی درگذشت.